# 林-曼努爾·米蘭達
林-曼努爾·米蘭達（英語：Lin-Manuel Miranda，/lɪn mænˈwɛl məˈrændə/，1980年1月16日—），美國男作曲家、作詞家、歌手、演員、劇作家、製片人及導演，以創作兼主演百老匯音樂劇《身在高地》及《漢密爾頓》而聞名。
米蘭達為2008年百老匯音樂劇《身在高地》創作了音樂和歌詞。他的作品獲得了東尼獎最佳原創音樂、葛萊美獎最佳音樂劇專輯，而戲劇本身則贏得了東尼獎最佳音樂劇；米蘭達也以主角身份入圍了最佳音樂劇男主角。自從為《漢密爾頓》編寫劇本、音樂和歌詞以來，他和該劇都獲得了外界高度讚譽；從2015年在百老匯首演以來，《漢密爾頓》還引發了一股流行文化。
在影視界，米蘭達參與過的知名作品如電視劇《電氣公司》（2009年至2010年）、《善恶双生》（2013年）、電影《STAR WARS：原力覺醒》（2015年）和《愛·滿人間》（2018年）。他為2016年動畫電影《海洋奇缘》創作的歌曲〈海洋之心〉贏得了金球獎最佳原創歌曲與奥斯卡奖最佳原创歌曲。

## 外部連結
- 官方网站
- 互联网外百老汇数据库（IOBDB）上林-曼努爾·米蘭達的資料（英文）
- 林-曼努爾·米蘭達在互联网电影资料库（IMDb）上的資料（英文）
- C-SPAN內的頁面（英文）
- 林-曼努爾·米蘭達的Discogs页面（英文）